# Clarkcomanthus

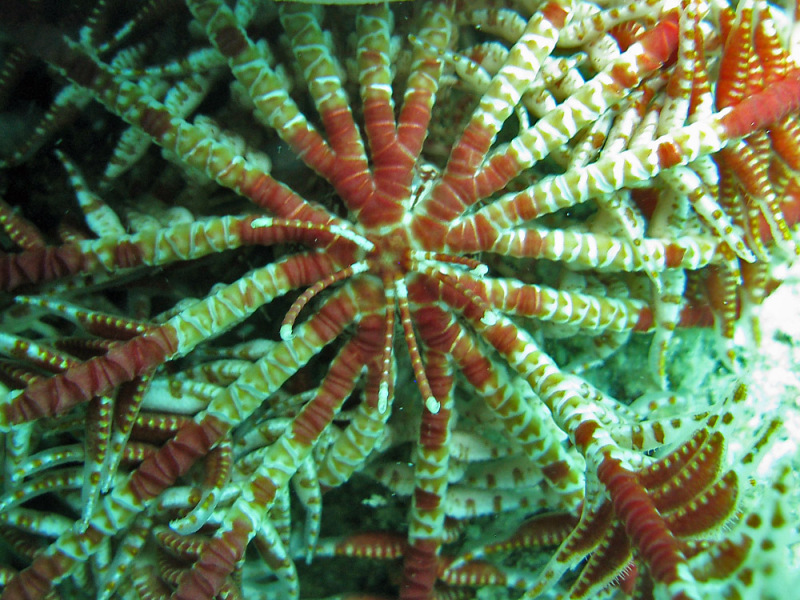
Reverso de Carkcomanthus exilis mostrando el típico patrón de coloración bandeada y unos pocos cirri

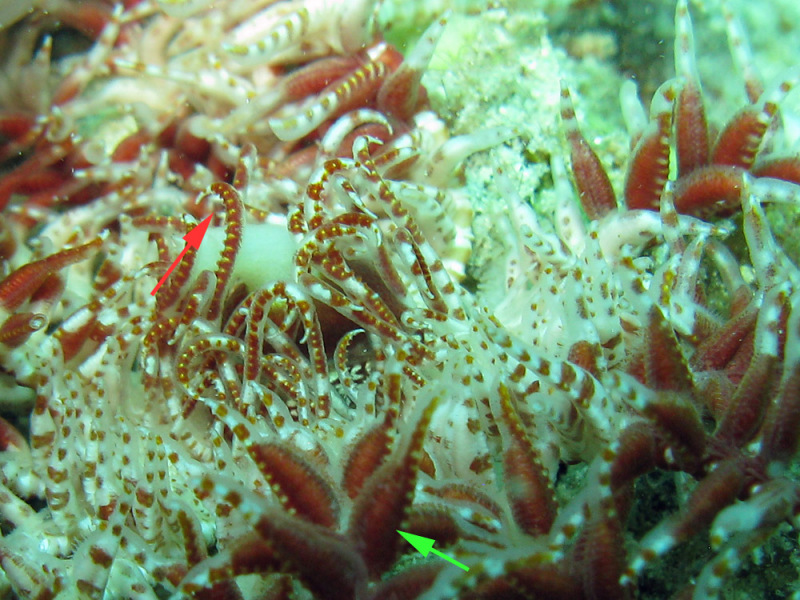
Carkcomanthus exilis. Superficie central superior mostrando pinnulas orales en forma de peine (flecha roja) y pinnulas genitales hinchadas (flecha verde).

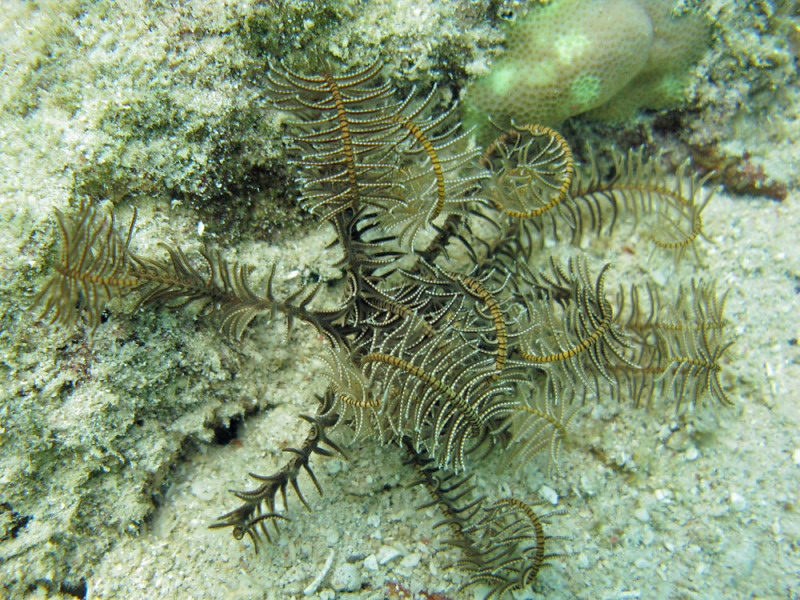
Clarkcomanthus albinotus sobre escombro en isla Lizard, Australia

Clarkcomanthus es un género de lirios de mar de la familia Comatulidae.

## Especies
El Registro Mundial de Especies Marinas acepta las siguientes especies en el género:
- Clarkcomanthus albinotus Rowe, Hoggett, Birtles & Vail, 1986
- Clarkcomanthus alternans (Carpenter, 1881)
- Clarkcomanthus comanthipinna (Gislén, 1922)
- Clarkcomanthus exilis Rowe, Hoggett, Birtles & Vail, 1986
- Clarkcomanthus littoralis (Carpenter, 1888)
- Clarkcomanthus luteofuscum (HL Clark, 1915)
- Clarkcomanthus mirabilis Rowe, Hoggett, Birtles & Vail, 1986
- Clarkcomanthus mirus Rowe, Hoggett, Birtles & Vail, 1986
- Clarkcomanthus perplexum (HL Clark, 1916)

## Morfología
De simetría pentaradial, su cuerpo está formado por un disco en forma de copa, compuesto de anillos de placas. La placa centrodorsal es grande y gruesa. El ano se sitúa en el centro del disco, y la boca, en un lateral, tiene una serie de pínnulas alrededor, cuyos segmentos terminales están modificados formando un peine. Tienen entre 10 y 125 brazos, según la especie, que están pinnulados en un mismo plano, lo que les da la apariencia de plumas, de ahí uno de los nombres comunes de los crinoideos en inglés: featherstar, o estrella de plumas. Los brazos se componen de una serie de osículos, o huesecillos, articulados, llamados braquiales, también contienen ligamentos, músculos, y, en su interior cuentan con extensiones de los sistemas nervioso, vascular y reproductivo.
La primera serie de osículos, o primibraquial, nace de cada una de las cinco placas radiales de cada brazo, las segundas series nacen del último osículo de la primibraquial, del que parten dos series, o secundibraquial, y así consecutivamente.
Al tiempo, poseen una serie de apéndices rodeando la ranura ambulacral, que utilizan para la alimentación y la respiración. En su parte aboral, o inferior, poseen unos apéndices alargados para anclarse al sustrato, denominados cirri.
En la fase juvenil, la boca se encuentra en el centro y el ano en un lateral, cuentan con 10 brazos y un solo anillo de cirri. De adultos desplazan la boca a un lateral y el ano al centro, desarrollan más brazos y más de un anillo de cirri, variando el número de brazos y cirri según la especie.
Como la mayoría de los crinoideos, y muchos géneros del filo Echinodermata, poseen la capacidad de auto-amputarse un brazo, en situaciones de peligro para el animal. A esta facultad de algunos animales se le denomina autotomía, y, en el caso que nos ocupa, se combina con otra capacidad, la de regenerarlo por completo a continuación. Con frecuencia, en sustitución del brazo amputado, desarrollan dos nuevos brazos. Aparte de los brazos, también pueden regenerar los cirri, las pínnulas o el intestino.
Para desplazarse utilizan el movimiento sincronizado, y de forma alterna, de sus brazos; que oscilan verticalmente de abajo a arriba, consiguiendo nadar. También se desplazan reptando con sus cirri.
Sus colores pueden ser negro, amarillo, rojo, naranja, verde o púrpura; en ocasiones con combinaciones de estos colores, frecuentemente con bandas concéntricas de diferente color.

## Hábitat y distribución
Se localizan entre 0 y 144 metros de profundidad, normalmente a menos de 50 m. Anclados a corales duros, gorgonias y laderas de arrecifes con corrientes. 
Se distribuyen en el océano Índico este, y en el Pacífico oeste, desde Japón hasta Nueva Caledonia, Palaos y Australia.

## Alimentación
Filtradores, se alimentan de zooplancton y fitoplancton.

## Reproducción
La reproducción sexual se produce por fertilización externa. Las larvas poseen un tallo, que pierden al madurar, convirtiéndose en animales de vida libre.